# 葉綠素c2
葉綠素c2是六種葉綠素的其中一種，它和葉綠素c1有相同的結構。可幫助植物吸收光，以行光合作用。

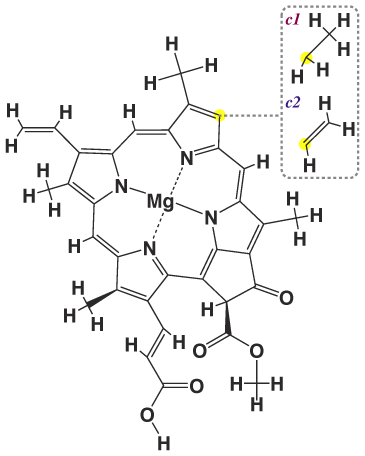
葉綠素 c1和 c2的共有結構